# Todima
Todima is een geslacht van kevers uit de familie somberkevers (Zopheridae).

## Soorten
Deze lijst is mogelijk niet compleet.
| - T. fulvicincta - T. rufula |